# Male (Maldive)
Male (AFI: /ˈmale/; in maldiviano މާލެ‎), detta anche Malé o Malè, è la capitale della Repubblica delle Maldive, situata nell'atollo omonimo nell'oceano Indiano in prossimità dell'equatore; oltreché sede amministrativa ed economica del Paese, è anche il suo principale porto commerciale. Nel 2009 aveva 103 693 abitanti.

## Storia
Fondata dai portoghesi, Male successivamente costituì un protettorato britannico (1887-1965), per divenire poi la capitale del nuovo Stato indipendente delle Maldive.

## Economia
Male annovera tra le attività economiche stabilimenti di inscatolamento del pesce e un piccolo commercio della produzione locale di noci di cocco e derivati della palma. Il turismo rappresenta una voce in continua espansione.

## Infrastrutture e trasporti
All'interno della capitale non ci sono mezzi di trasporto pubblici, ma solamente privati: sono state stimate circa 800 automobili e 90 000 motocicli, la capitale sta quindi arrivando a un punto di saturazione per quanto riguarda traffico e parcheggi disponibili.
All'interno dell'arcipelago di Male nell'isola di Hulhumale si trova il principale aeroporto internazionale delle Maldive, l'Aeroporto Internazionale Velana.